# Amal Ramsis
Amal Ramsis (àrab: أمل رمسيس, Amal Ramsīs) (Alexandria, Egipte, 1972) és una advocada, directora i guionista de cinema egípcia.

## Activitat professional
En 1992 va ser una de les fundadores del Centre d'Estudis de Dones «Maan» (‘Juntes’), a Egipte, que té com a objectiu estudiar la història i situació de les dones així com els mitjans per a empoderar-les, especialment a aquelles que treballen. A l'any següent es va graduar d'advocada en la Facultat de Dret del Caire i va exercir la seva professió durant tres anys. Amb un subsidi atorgat pel govern d'Espanya va estudiar a l'Escola de Cinema Séptima Ars de Madrid entre 2002 i 2005, en que es va graduar. Al mateix temps va començar a escriure articles en revistes i periòdics, entre ells el butlletí del Comitè de Solidaritat amb la Causa Àrab (CSCA).
A partir de 2008 va organitzar la Caravana de Cinema Àrab i Iberoamericà de Dones o «Entre Cineastes» que més endavant va originar el Festival Internacional de Cinema de Dones del Caire de la qual va ser directora. Es tracta del primer en la seva classe de la regió àrab, no té suport de cap entitat estatal i segons Ramsis, «un dels propòsits en crear-ho va ser presentar una imatge real de la dona àrab, més enllà dels estereotips mostrats habitualment en els mitjans occidentals.»
En 2009 va ser premiada amb el subsidi anual per a les arts i la literatura per la Fundació Euroàrab d'Alts Estudis de Granada. En 2013, en el marc de l'XI Festival de Cinema i Drets Humans realitzat a Sant Sebastià va encapçalar el taller d'edició de vídeo d'un minut titulat «Mi Generación» dirigit a dones no professionals en el camp audiovisual amb l'objectiu de proporcionals els coneixements bàsics per a saber crear curtmetratges d'un minut d'extensió sobre el tema «La meva generació».
Després d'iniciar-se en la direcció de cinema amb diversos curtmetratges, en 2011 va dirigir Forbidden, un primer llargmetratge que va rebre diversos premis. Ramsis va anar recollint material des de tres mesos abans de la revolució del 25 de gener de 2011 a Egipte als carrers del Caire filmant d'amagat així com en cases d'amics, sobre les prohibicions vigents en la societat egípcia en la vida quotidiana. La pel·lícula va ser exhibida, en el Festival de Cinema del Mil·lenni de Brussel·les i al Festival de Cinema Àrab de Berlín, entre altres llocs.
El 2015 va dirigir Athar Al Farasha o The Trace of the Butterfly, referida a la història de persones que es creuen amb les nostres vides i es van, però després d'un temps descobrim que no solament van influir en el curs de les nostres vides sinó, fins i tot, poden arribar a canviar la perspectiva de tot un país. La pel·lícula va ser exhibida en el Festival de Cinema d'Istanbul, en el Festival de Cinema CINEQUEST a Califòrnia, en el Her Africa Film Festival i en el Festival de Cinema Africà IAWRT.
El seu film You Come from Far Away va participar de la XII edició de Documentarista, l'únic festival de Cinema documental independent de Turquia, que es va realitzar a Istanbul amb el patrocini dels consolats de Dinamarca, Països Baixos, Suïssa, Suècia i República Txeca així com de l'organització European Endowment for Democracy, Institut Goethe i altres entitats entre el 15 i el 20 de juny de 2019. La pel·lícula tracta sobre Najati Sidqi (1905-1979) i la seva família. Sidqi va ser un sindicalista comunista nascut en Palestina, escriptor i traductor que parlava amb fluïdesa espanyol, rus i francès a més de la seva llengua materna, que durant la Guerra Civil Espanyola va estar a Espanya i va escriure sobre el conflicte en periòdics àrabs i espanyols.

## Filmografia
Amal Ramsis ha treballat en els següents films documentals:
Directora
- You Come From Far Away (2018)
- Athar Al Farasha o The Trace of the Butterfly (2015)
- Forbidden (2011)
- Life (curtmetratge, 2009)
- Solo sueños (curtmetratge, 2005)
- Beirut Is on the Seaside  (curtmetratge, 2001),

Guionista
- You Come From Far Away (2018)
- Athar Al Farasha (2015)
- Solo sueños (curtmetratge, 2005)

Editora
- You Come From Far Away (2018)
- Athar Al Farasha (2015)
- Solo sueños (curtmetratge, 2005)

Directora de fotografia
- Athar Al Farasha (2015)
- Solo sueños (curtmetratge, 2005)

Coproductora
- Athar Al Farasha (2015)

També ha dirigit els curtmetratges Silence i Plateau.

## Premis
Ha estat guardonada amb els següents premis:
Pel film Forbidden (2011)
- Premi a la Millor Pel·lícula en el Festival de Cinema polític realitzat per Dones de Madrid al desembre de 2011.
- Premi al Millor Documental en el Festival Internacional de Cinema Pobre.
- Premi del Públic al Millor Film Documental en Drac Magic al maig de 2011.
- Premi a la Millor Pel·lícula en Festival de Cinema Àrab de Rotterdam al setembre de 2011.
- Premi al Millor Film pels drets humans en el Festival Internacional de Cinema Invisible "Film Sozialak" Bilbao al setembre de 2011.[9]

Pel film The Trace of the Butterfly (2015)
- Premi del Públic al Festival Internacional de Cinema de Dones de Dortmund/Cologne.[10][11][12]

Pel film You Come from Far Away
- Guanyadora del Premi Tanit d'Argent a la Millor Pel·lícula Documental al Festival de Cinema de Cartago de 2018

Festival Internacional de Documentals i Curtmetratges d'Ismailia, 21a edició de 2019.
- Guanyadora del Premi al Millor Llargmetratge Documental atorgat per la Federació Africana.
- Guanyadora del Premi de la Federació Internacional de Crítics de Cinema.[13]